# Mats Carlbom
Mats Olof Carlbom, född 16 oktober 1949 i Brännkyrka församling, Stockholm, dog 16 augusti 2018 i Stockholm pga cancer, var en svensk journalist och författare.
Mats Carlbom arbetade som journalist på Dagens Nyheter mellan 1985 och 2012. Åren 1999–2002 var han tidningens korrespondent i Washington, D.C. Därefter var han politisk reporter och allmänreporter.
Som författare publicerade Mats Carlbom bland annat böckerna Fan och hans moster gör en pudel. Förklaringar till över 1000 nya och gamla svenska uttryck  och Historiska hundar. Hur människans bästa vän har påverkat världen.
Carlboms far Olof var journalist på Stockholms-Tidningen. Mats Carlbom är begravd på Norra begravningsplatsen utanför Stockholm.